# Bedshaped
Bedshaped is de derde single van Hopes and Fears van de Britse band Keane. Dit is de eerste single die uitkwam na het uitkomen van het album. Er zijn alternatieve versies gemaakt voor Nederland, Duitsland, Zwitserland, Oostenrijk en het Verenigd Koninkrijk. 
Bedshaped is gecomponeerd door Tim Rice-Oxley in 2001. Het nummer is opgenomen in het Franse Les Essarts en was de b-side van Everybody's Changing Part 1 en stond in 2004 op het album Hopes and Fears.

## Nummers
1. "Bedshaped"
2. "Something In Me Was Dying"
3. "Untitled 2" (alleen cd)
4. "Bedshaped" (video)

### Nederland
3 cd. Alle live nummers zijn opgenomen bij BNN.
- CD1

1. "Bedshaped"
2. "Something In Me Was Dying"
3. "Everybody's Changing" (live akoestisch)
4. "Can't Stop Now" (live akoestisch)

Deze versie kwam uit op 15 oktober 2004.
- CD2

1. "Bedshaped"
2. "Untitled 2"
3. "Somewhere Only We Know" (live akoestisch)
4. "Bend And Break" (live akoestisch)
5. "Bedshaped" (video)

Deze versie kwam uit op 29 oktober 2004.
- CD3

1. "Bedshaped"
2. "This Is The Last Time" (live akoestisch)
3. "We Might As Well Be Strangers" (live akoestisch)
4. "Bedshaped" (live akoestisch)
5. "Bedshaped" (live video)

Deze versie kwam uit op 12 november 2004.

### Duitsland
2 cd, dvd. Deze versies kwamen uit op 18 april 2005.
- cd 1

1. "Bedshaped"
2. "This Is The Last Time"
3. "Untitled 2"
4. "Everybody's Changing" (live op het Airwaves Festival, Reykjavik op 23 oktober 2004)
5. "Somewhere Only We Know" (live op het Forum, Londen op 10 mei 2004.

- cd 2

1. "Bedshaped"
2. "Something In Me Was Dying"
3. "This Is The Last Time" (live akoestisch in Mill St. Brewery, Toronto op 20 september 2004)
4. "Bedshaped" (live in Brixton Academy, Londen op 17 november 2004)
5. "We Might As Well Be Strangers" (live op Columbiafritz, Berlijn op 19 mei 2004)

- dvd

1. "Bedshaped" (video)
2. "Somewhere Only We Know" (video)
3. "Everybody's Changing" (video)
4. "This Is The Last Time" (video)

### Zwitserland
Cd. Deze versie kwam uit op 18 april 2005.
1. "Bedshaped"
2. "Something In Me Was Dying"
3. "This Is The Last Time" (live akoestisch in Mill St. Brewery, Toronto op 20 september 2004)
4. "Bedshaped" (live in Brixton Academy, Londen op 17 november 2004)

### Oostenrijk
2 cd. Deze versies kwamen uit op 18 april 2005.
- Cd 1

1. "Bedshaped"
2. "This Is The Last Time"
3. "Untitled 2"
4. "Everybody's Changing" (live op het Airwaves Festival, Reykjavik op 23 oktober 2004)
5. "Somewhere Only We Know"

- Cd 2

1. "Bedshaped"
2. "Something In Me Was Dying"
3. "This Is The Last Time" (live akoestisch in Mill St. Brewery, Toronto op 20 september 2004)
4. "Bedshaped" (live in Brixton Academy, Londen op 17 november 2004)
5. "We Might As Well Be Strangers" (live op Columbiafritz, Berlijn op 19 mei 2004)

### Verenigd Koninkrijk
7"-vinyl.
1. "Bedshaped"
2. "Something In Me Was Dying"

## Videoclip
De videoclip van Bedshaped bestaat uit een mannetje gemaakt uit klei die alleen (soms vergezeld door een kat) onderdak zoekt in een grote stad. Hij ziet dingen en wordt bang en sluit zich op op de openbare toiletten. Daar schrijf hij de songtekst van het nummer en wordt hij getransporteerd naar een witte wereld waar de songtekst in het zwart over het beeld vliegen en je Keane geschetst ziet spelen.
Deze videoclip staat op de cd, bonus-dvd van Hopes and Fears en de Strangers-dvd.

## Hitnotering

### NPO Radio 2 Top 2000
| Nummer met noteringen in de NPO Radio 2 Top 2000 | '09 | '10 | '11 | '12 | '13 | '14 | '15 | '16 | '17 | '18  | '19  | '20  | '21  | '22  | '23  | '24  |
| ------------------------------------------------ | --- | --- | --- | --- | --- | --- | --- | --- | --- | ---- | ---- | ---- | ---- | ---- | ---- | ---- |
| Bedshaped                                        | 800 | -   | 901 | 669 | 561 | 731 | 694 | 758 | 758 | 1047 | 1005 | 1043 | 1263 | 1254 | 1145 | 1094 |

1. ↑  Een '-' betekent dat het nummer niet was genoteerd en een vetgedrukt getal geeft de hoogste notering aan.
2. ↑  2009 was het eerste jaar met een notering voor dit nummer.